# Praxila
Praxila (en griego Πράξιλλα), fue una poetisa griega del siglo V a. C. natural de Sición. Fue contemporánea de Telesila de Argos. 
Antípatro de Tesalónica la coloca en primer lugar en su lista de las nueve poetisas de "lengua inmortal". Fue muy valorada en su época. Prueba de ello es que Lisipo, un famoso escultor, hizo una estatua de bronce de ella. Además se encontró una cerámica con las cuatro primeras palabras de uno de sus poemas. "Una prueba añadida de la recepción de su obra en el siglo V a. C. procede del comediógrafo Aristófanes, que parodió versos de su poesía tanto en Avispas (v. 1238) como en Las Tesmoforiantes (v. 528). No es solo que él conociera su obra, sino que su parodia implica que esperaba que su auditorio ateniense también la reconociera."
Se conserva poco de su obra, solo ocho fragmentos. Sus habilidades eran variadas: escribió canciones de banquete (escoliones), himnos y ditirambos (odas corales interpretadas en los festivales de Dioniso). Compuso un himno a Adonis del que se conserva un fragmento, en el que Adonis, en respuesta a una pregunta de las almas del otro mundo ("¿Qué es lo mejor que dejas atrás?"), contesta:
| κάλλιστον μὲν ἐγὼ λείπω φάος ἠελίοιο, δεύτερον ἄστρα φαεινὰ σεληναίης τε πρόσωπον ἠδὲ καὶ ὡραίους σικύους καὶ μῆλα καὶ ὄγχνας· 747 Poetae Minores Graeci | Lo mejor que dejο atrás es la luz del sol, lo segundo las estrellas brillantes y la cara de la luna, así como los pepinos maduros, las manzanas y las peras. |

Este fragmento se conserva porque Zenobio lo citó para explicar la expresión proverbial "Más tonto que el Adonis de Praxila" (porque la mención de los pepinos junto al sol y la luna parecía incongruente). Sin embargo, "un posible juego de palabras en el verso tres entre el pepino (en griego sicyos) y el nombre de la ciudad de origen de Praxila sugiere que podemos encontrar más de un nivel de significado en los versos de Adonis".
Dado que las canciones de banquete eran una forma popular de entretenimiento, las obras de Praxila se cantaron hasta el siglo II a. C. "El hecho de que Praxila escribiera poesía de este tipo, destinada a cantarse en fiestas de las que las mujeres respetables estaban excluidas, ha llevado a especular que pudo ser una hetera, o prostituta, dado que este tipo de mujeres sí asistían a estas fiestas." Con el paso de los años, sus obras no eran tan valoradas. "Taciano (Contra los griegos 33) afirma que no dijo nada útil en su poesía, pero su crítica tiene poco valor para nosotros, dado que el punto de partida cristiano que adopta le lleva a criticar todas las obras de arte griegas." Es difícil hacer una valoración de la obra de Praxila, dado el escaso volumen de sus obra conservada.
Praxila Inventó un metro dactílico conocido como praxilio.